# Дрова

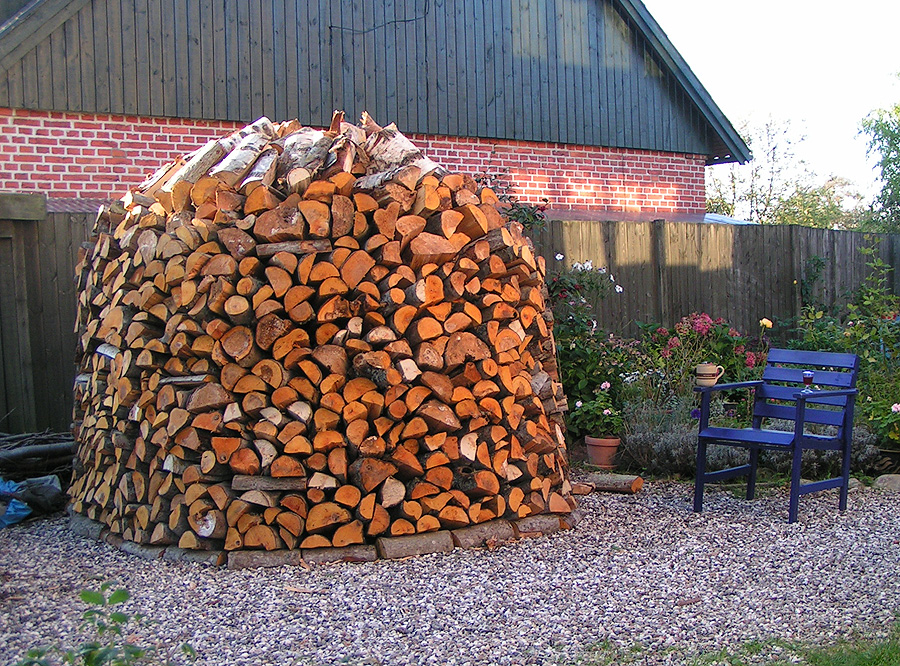
Поленница дров в Дании

Дрова́ — куски дерева, лесоматериалы, предназначенные для сжигания в печи, камине, топке или костре с целью получения тепла и света.

## Теплотворность дров

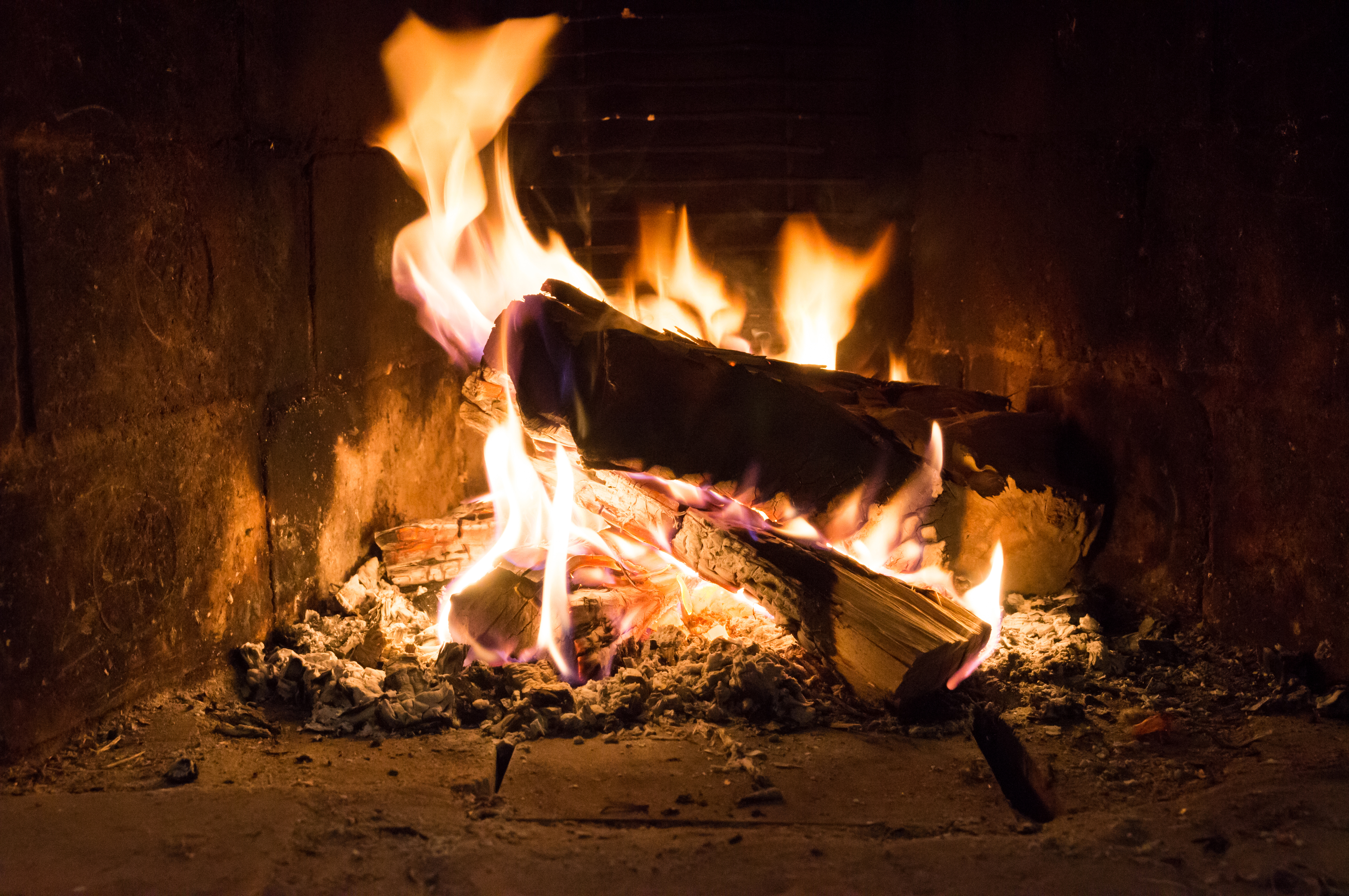
Огонь, горение дров в камине

Объём тепла, выделяемый при сгорании дров, зависит от породы дерева и влажности древесины. Влажность снижает теплотворность дров, так как испаряемая вода уносит часть тепловой энергии. Потери от влажности незначительно зависят от начальной температуры дров (точнее, воды в них) и принимаются равными 0,63 кВт·ч на килограмм воды.
Абсолютно сухие дрова лиственных пород выдают около 5 кВт·ч тепла на килограмм дров, хвойных пород — около 5,2 кВт·ч (в связи с химическим отличием их древесины).
Тепло, получаемое от 1 кг сухих дров лиственных пород с 15 %-ным содержанием воды, вычисляется как разность между теплотворностью сухих дров и потерями на испарение воды: (85 % × 5,0 кВт·ч)−(15 % × 0,63 кВт·ч) = 4,16 кВт·ч.
В реальных условиях добиться идеальной сухости невозможно, поэтому ниже в таблице представлена теплотворность дров разных пород дерева при влажности 15 % и для сравнения других видов топлива:
| Вид топлива | Теплотворность материала, кВт·ч/кг (МДж/кг) | Плотность материала, кг/дм³ | Погрузочная плотность, кг/м³ | Теплотворность дров, кВт·ч/м³ |
| ----------- | ------------------------------------------- | --------------------------- | ---------------------------- | ----------------------------- |
| Бук, ясень  | 4,2 (15)                                    | 0,74                        | 480                          | 2016                          |
| Дуб         | 4,2 (15)                                    | 0,69                        | 470                          | 1974                          |
| Берёза      | 4,2 (15)                                    | 0,65                        | 450                          | 1890                          |
| Лиственница | 4,3 (15,5)                                  | 0,58                        | 420                          | 1806                          |
| Сосна       | 4,3 (15,5)                                  | 0,52                        | 360                          | 1548                          |
| Ель         | 4,3 (15,5)                                  | 0,44                        | 330                          | 1419                          |
| Мазут       | 12 (43)                                     | 0,84                        | 840                          | 10080                         |
| Уголь       | 7,8—9,8 (28—35)                             | 0,6—1,9                     |                              |                               |

Хотя массовая теплотворность хвойной древесины больше, чем лиственной, но из-за меньшей плотности древесины удельная объёмная теплотворность у хвойных дров оказывается меньше, чем у лиственных. Хвойные дрова занимают больше места и сгорают быстрее.
Кубометр сухих лиственных дров способен заменить 200 литров нефти, 200 м³ природного газа. Энергия, извлекаемая из дров, также имеет солнечное происхождение. Но при этом, в отличие от нефти, угля и газа, древесина относится к возобновляемым ресурсам. Дрова как разновидность биотоплива являются источником возобновляемой энергии.

## Дрова с юридической точки зрения

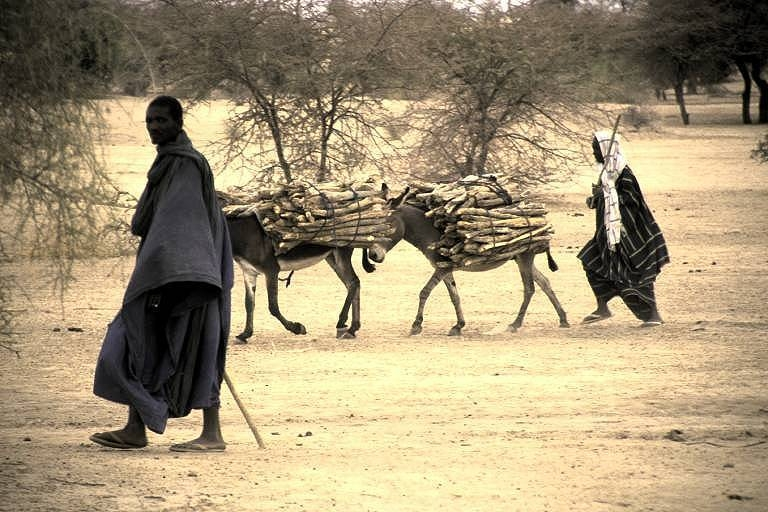
Перевозка дров

Кража дров является преступлением по законам России, но сбор валежника легализован с 2019 года. Однако из-за неточных определений в законодательстве такой способ заготовки дров для своего дома все равно может грозить проблемами с законом. В 2019 году против жителя деревни Нижегородской области возбудили уголовное дело за то, что он вывез из местного леса стволы трухлявых деревьев.
С целью предотвратить незаконное использование древесины, дрова (как и доски и похожие деревянные изделия) в некоторых странах необходимо снабжать специальными бирками. В частности такой закон действует на Украине, где существует электронный учёт древесины и на каждом полене должна быть специальная пластиковая бирка со штрих-кодом, по которому можно определить его заготовителя и хозяина.

## Заготовка дров

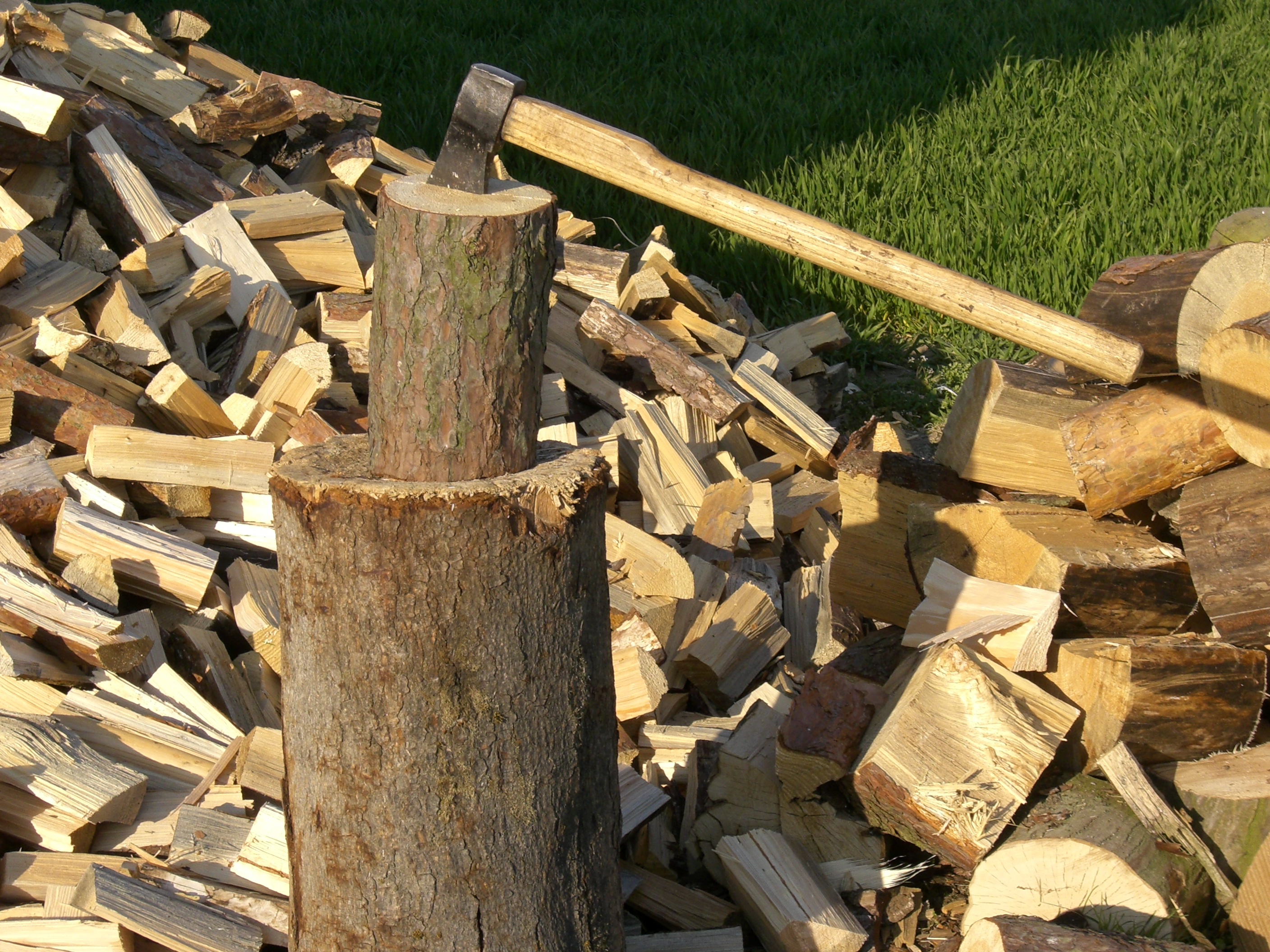
Колка дров

Согласно ГОСТ 3243-88 «Дрова. Технические условия», дрова длиной до 1 м называются поленьями; качество дров нормируется по породе древесины, номинальной длине и учётной градации: по площади ядровой гнили (в процентах от площади торца), по количеству дров в партии с гнилью от 30 до 65 % площади торца, и по высоте остатков сучьев.
Для заготовки дров деревья валят, стволы и толстые ветки пилят на чурки (отрезки длиной 40—60 см) и раскалывают колуном вдоль на поленья с площадью торца до 100 см². Чурку обычно располагают на колоде на уровне пояса человека.
Для переноса дров от поленницы до печи часто используют корзину-дровницу.

## Дрова в культуре
- Пино́ккио (итал. Pinocchio) — персонаж сказки Карло Коллоди (1826—1890) «Приключения Пиноккио. История деревянной куклы» (Le avventure di Pinocchio. Storia d’un burattino).
- Буратино (burattino — кукла, марионетка) — говорящее полено с длинным носом в сказке А. Н. Толстого «Золотой ключик, или Приключения Буратино» (1936).
- Дама с поленом в сериале «Твин Пикс»[3].